# Brasileiro (álbum de Silva)
Brasileiro é o quinto álbum de estúdio do cantor, compositor e multi instrumentista Silva. O álbum reúne 13 faixas inéditas do músico e foi lançado no dia 25 de maio de 2018. Assim como seus últimos cinco álbuns, Brasileiro foi lançado pelo SLAP, selo musical da Som Livre da qual Silva integra o cast de artistas.
O álbum foi eleito o 22º melhor disco brasileiro de 2018 pela revista Rolling Stone Brasil e um dos 25 melhores álbuns brasileiros do primeiro semestre de 2018 pela Associação Paulista de Críticos de Arte.

## Antecedentes
O anúncio do lançamento do novo projeto veio após um período em que Silva esteve dedicado a dar novas roupagens à canções de Marisa Monte em seu álbum Silva Canta Marisa (2016) e a rodar o país por mais de um ano (dezembro de 2016 à abril de 2018) com a turnê do respectivo disco. O último álbum autoral do músico havia sido lançado em 2015, quando divulgou seu terceiro álbum, Júpiter. Depois disso, e até então, o último lançamento autoral havia sido o single "Noturna (Nada De Novo Na Noite)" de parceria de Silva, Marisa Monte e do irmão do capixaba, Lucas Souza. 

## Produção
Na madrugada do dia 11 de maio de 2018 o cantor disponibilizou, sem nenhum anúncio prévio, o primeiro single do álbum: "A Cor É Rosa. Horas depois Silva anunciou em uma de suas redes sociais o nome do novo álbum e sua data de lançamento nas plataformas musicais. O álbum trouxe a participação especial de Anitta na faixa "Fica Tudo Bem", que deixou a zona de conforto de sua carreira para gravar uma faixa focada na MPB.

## Divulgação
No mesmo dia em que anunciou o nome e a data lançamento do novo álbum o cantor divulgou a data de início de sua nova turnê e divulgou em seu sítio eletrônico as datas iniciais de shows da turnê. A turnê, homônima ao álbum, está prevista para iniciar-se no dia 20 de julho de 2018, em primeiro show no Teatro Universitário da UFES, em Vitória.
No final de 2023, o disco foi relançado em Vinil através do selo independente Bolachão Discos. .

## Lista de faixas
| N.º | Título                          | Compositor(es)          | Duração |  |
| 1.  | "Nada Será Mais Como Era Antes" | Lúcio Silva Lucas Souza | 2:56    |  |
| 2.  | "A Cor É Rosa"                  | Silva Souza             | 3:48    |  |
| 3.  | "Duas da Tarde"                 | Silva Souza             | 3:41    |  |
| 4.  | "Caju"                          | Silva Souza             | 4:02    |  |
| 5.  | "Fica Tudo Bem" (com Anitta)    | Silva Souza             | 2:47    |  |
| 6.  | "Let Me Say"                    | Silva Souza             | 4:06    |  |
| 7.  | "Sapucaia"                      | Silva                   | 1:44    |  |
| 8.  | "Prova dos Nove"                | Dé Santos               | 4:32    |  |
| 9.  | "Palmeira"                      | Silva                   | 1:01    |  |
| 10. | "Milhões de Vozes"              | Silva Arnaldo Antunes   | 3:31    |  |
| 11. | "Ela Voa"                       | Silva Ronaldo Bastos    | 4:20    |  |
| 12. | "Guerra de Amor"                | Silva Souza             | 2:36    |  |
| 13. | "Brasil, Brasil"                | Silva Souza             | 2:18    |  |

## Certificações
| Região                                                        | Certificação | Vendas  |
| ------------------------------------------------------------- | ------------ | ------- |
| Brasil (Pro-Música Brasil)                                    | Ouro         | 40,000‡ |
| ‡vendas+valores de streaming baseados somente na certificação |              |         |